# Hexatoma obscura
Hexatoma obscura là một loài ruồi trong họ Limoniidae. Chúng phân bố ở miền Cổ bắc.